# Tumpakrejo (Gedangan)
Tumpakrejo is een bestuurslaag in het regentschap Malang van de provincie Oost-Java, Indonesië. Tumpakrejo telt 6.104 inwoners (volkstelling 2010).